# Palazzo Giorgio Centurione
Il palazzo Giorgio Centurione, o palazzo Centurione-Cambiaso, è un edificio storico italiano, sito in via Lomellini 5, nel centro storico di Genova. È uno dei Palazzi dei Rolli che furono designati, al tempo della Repubblica di Genova, a ospitare gli ospiti di alto rango durante le visite di stato per conto del governo genovese.
L'edificio è fra i 42 palazzi dei rolli selezionati e dichiarati Patrimonio dell'umanità dall'UNESCO il 13 luglio 2006.

## Storia
Il palazzo fu edificato alla fine del Cinquecento, probabilmente dell'architetto Gaspare Corte, su incarico di Giorgio Centurione, successivamente doge della Repubblica di Genova nel 1621-1622. A lui risulta intestato nel 1599.
La figlia di Giorgio Centurione, Virginia (1587-1651), sposata poi con Gaspare Grimaldi Bracelli, fondatrice dell'ordine delle Suore di Nostra Signora del Rifugio in Monte Calvario, fu santificata da papa Giovanni Paolo II nel 2003. Nota come Santa Virginia Centurione Bracelli, iniziò nel palazzo di via Lomellini l'attività di assistenza per bambine povere, proseguita poi nel convento di Monte Calvario, mentre successivamente la congregazione di religiose da lei fondata sotto la protezione di Emanuele Brignole, fondatore del Grande Albergo dei Poveri, prese il nome di "brignoline".
La famiglia Doria lo acquisì nel XVIII secolo. Parzialmente ricostruito nel XIX secolo (atrio e vano scala), risulta unito ad altri due edifici retrostanti mediante un ponte che sovrappassa il vico chiuso del Leone e permette l'affaccio su vico dell'Oro.

## Descrizione
La facciata presenta una decorazione dipinta con cornici che inquadrano le finestre, timpani semicircolari, architravi con finto mezzanino e specchiature sottofinestra.
Il Portale è dorico di marmo con lesene che sorreggono un timpano spezzato semicircolare che ospita una Madonna in trono con Bambino (Regina della città), mentre si notano tracce di arme nobiliare abrasa in corrispondenza della chiave dell'arco.

## Galleria d'immagini

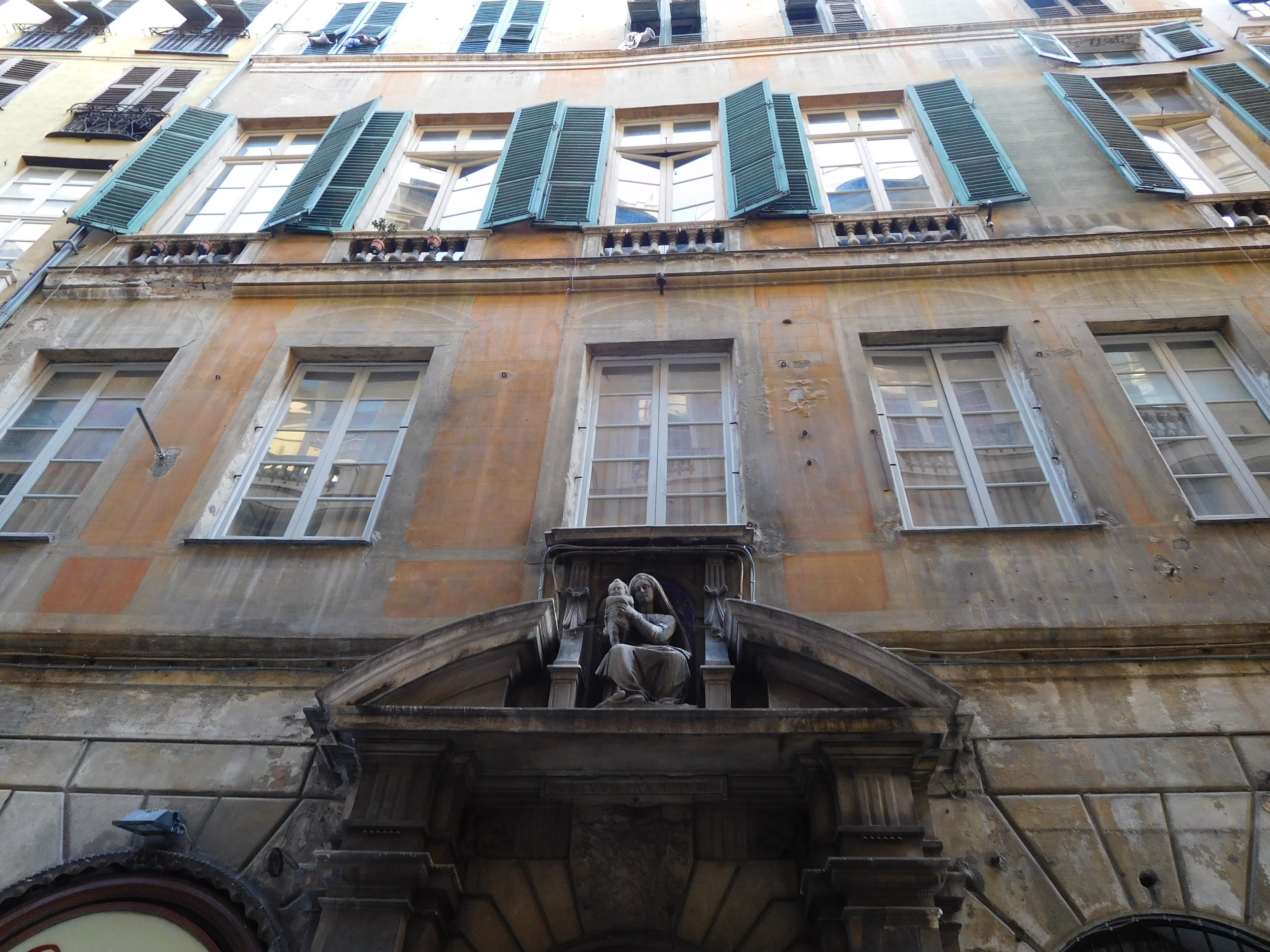
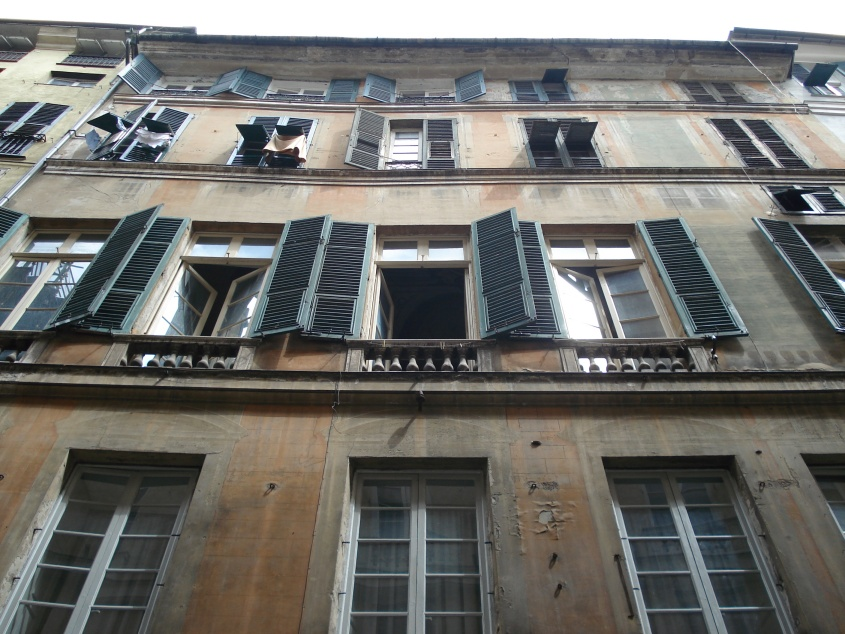
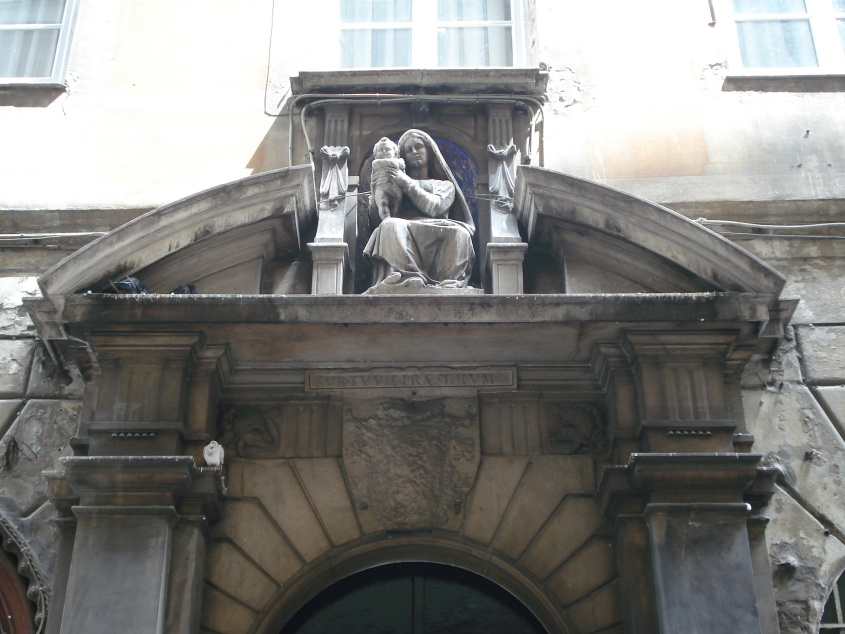
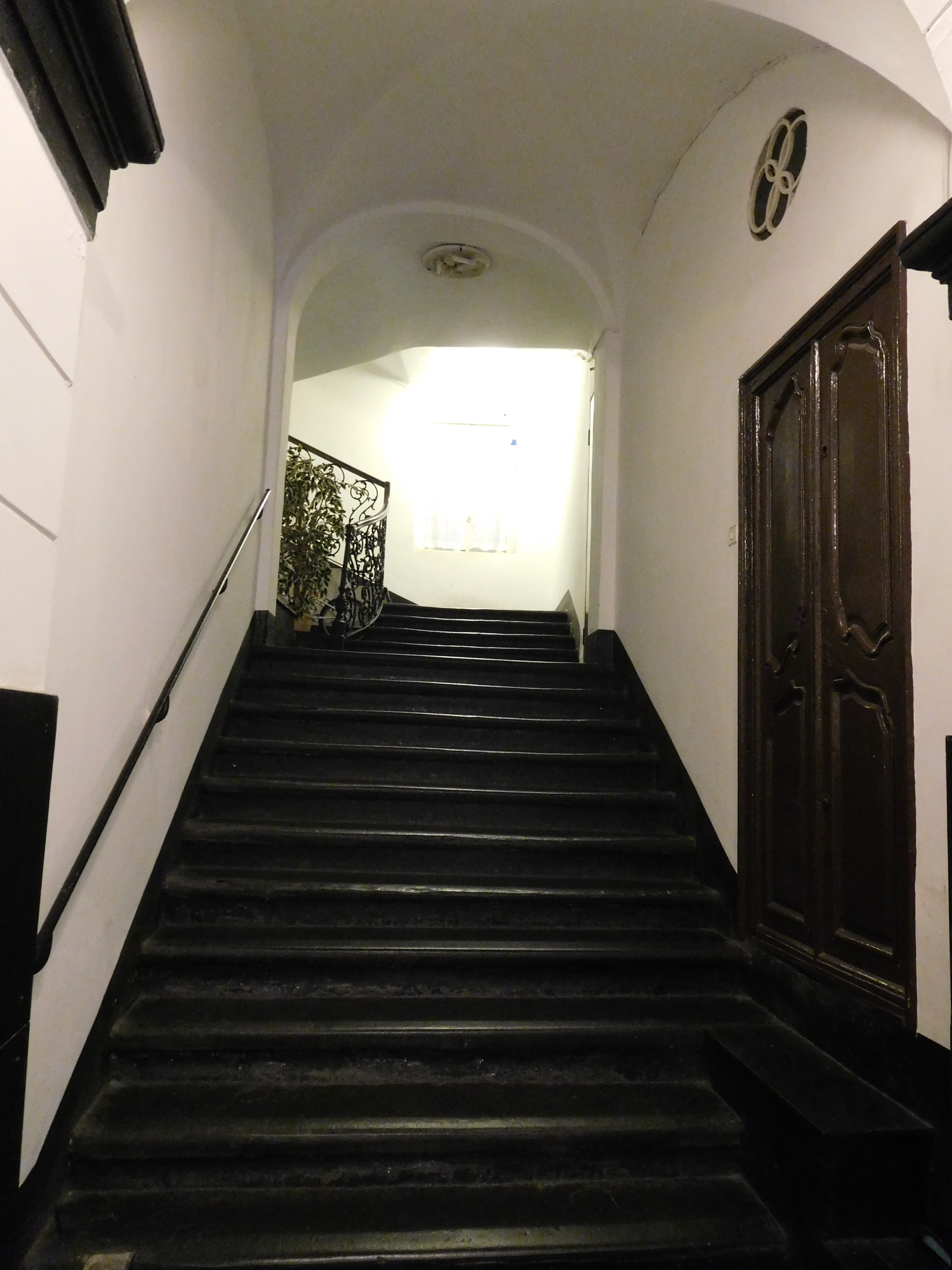
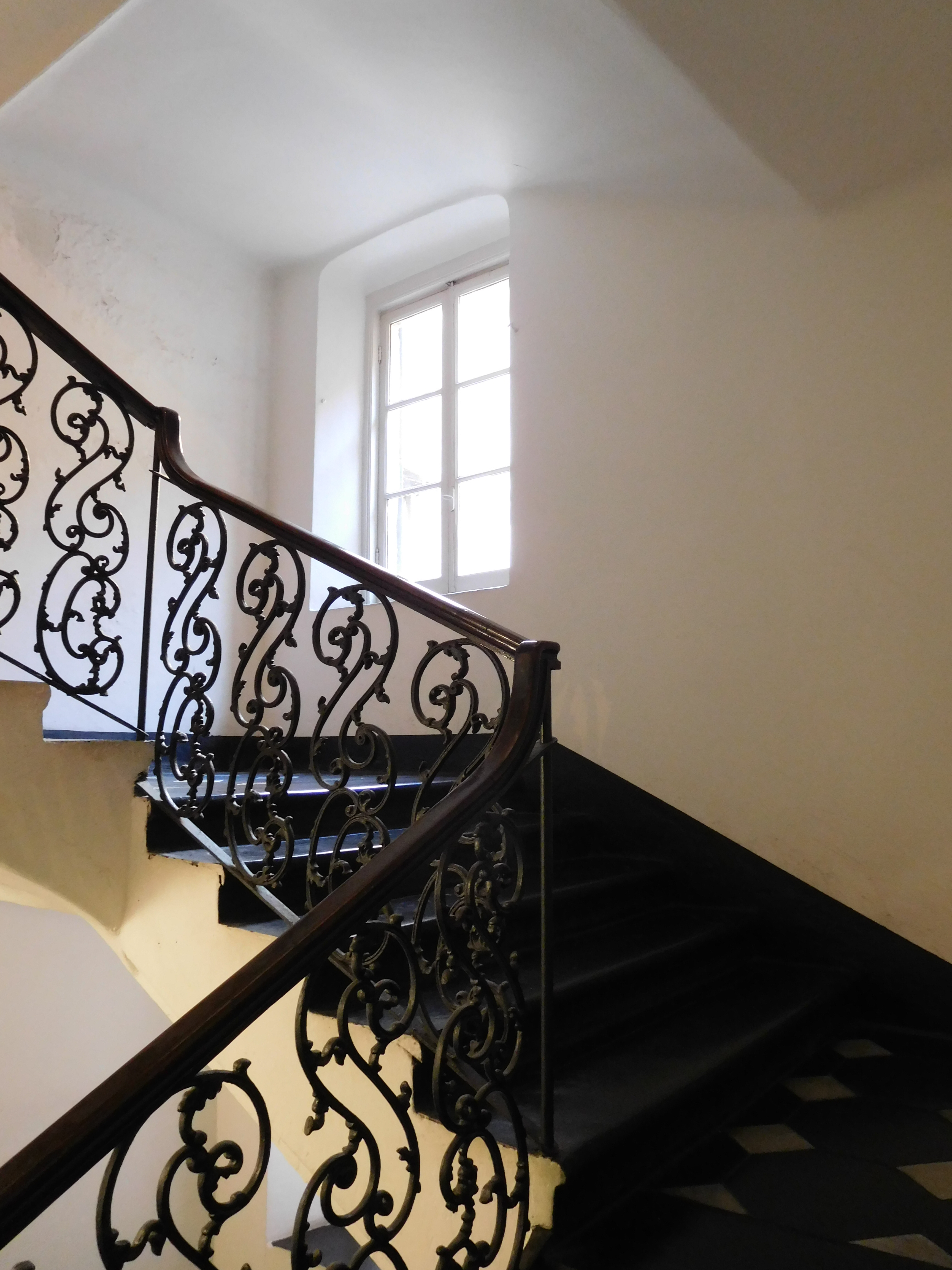
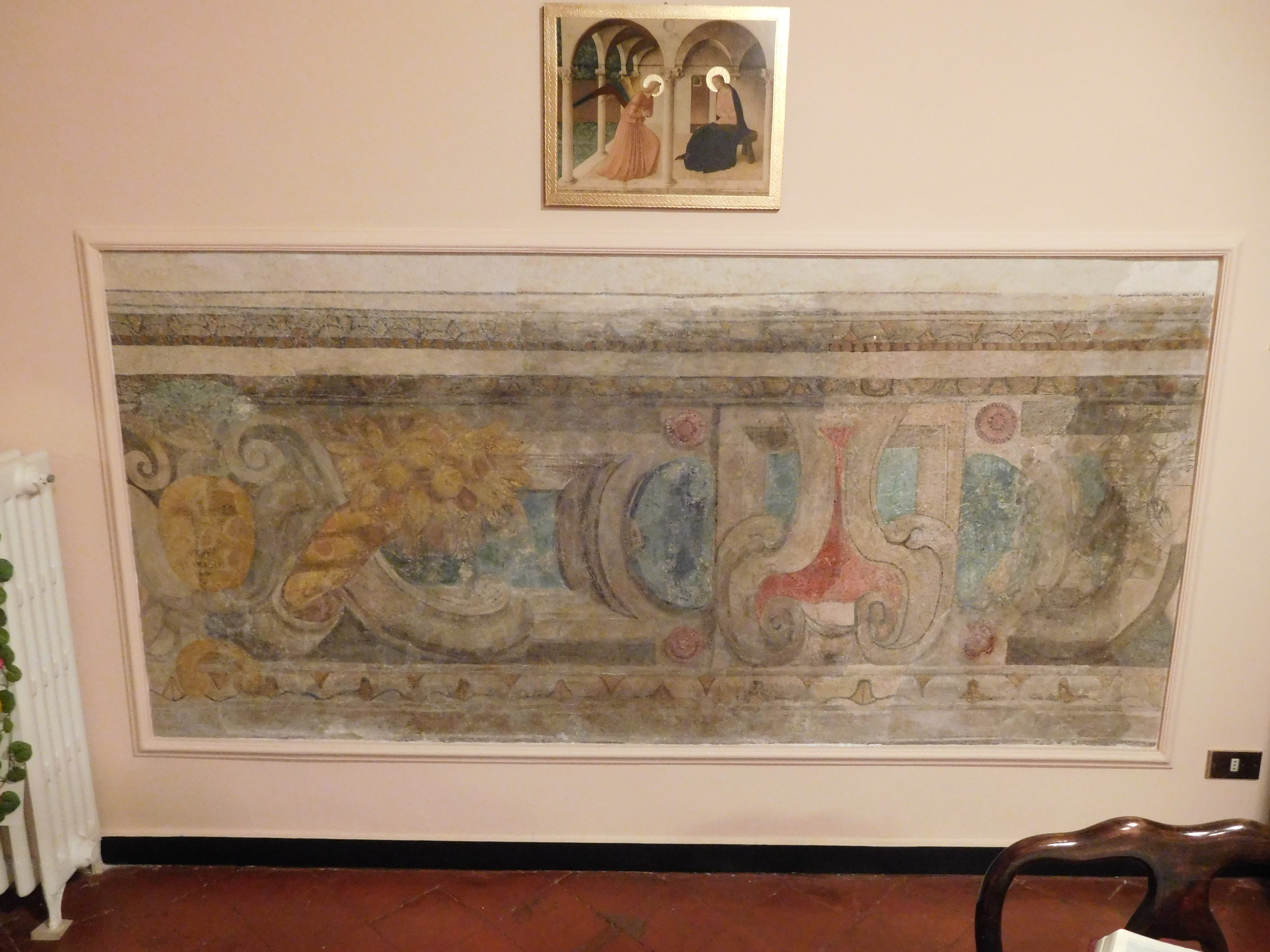
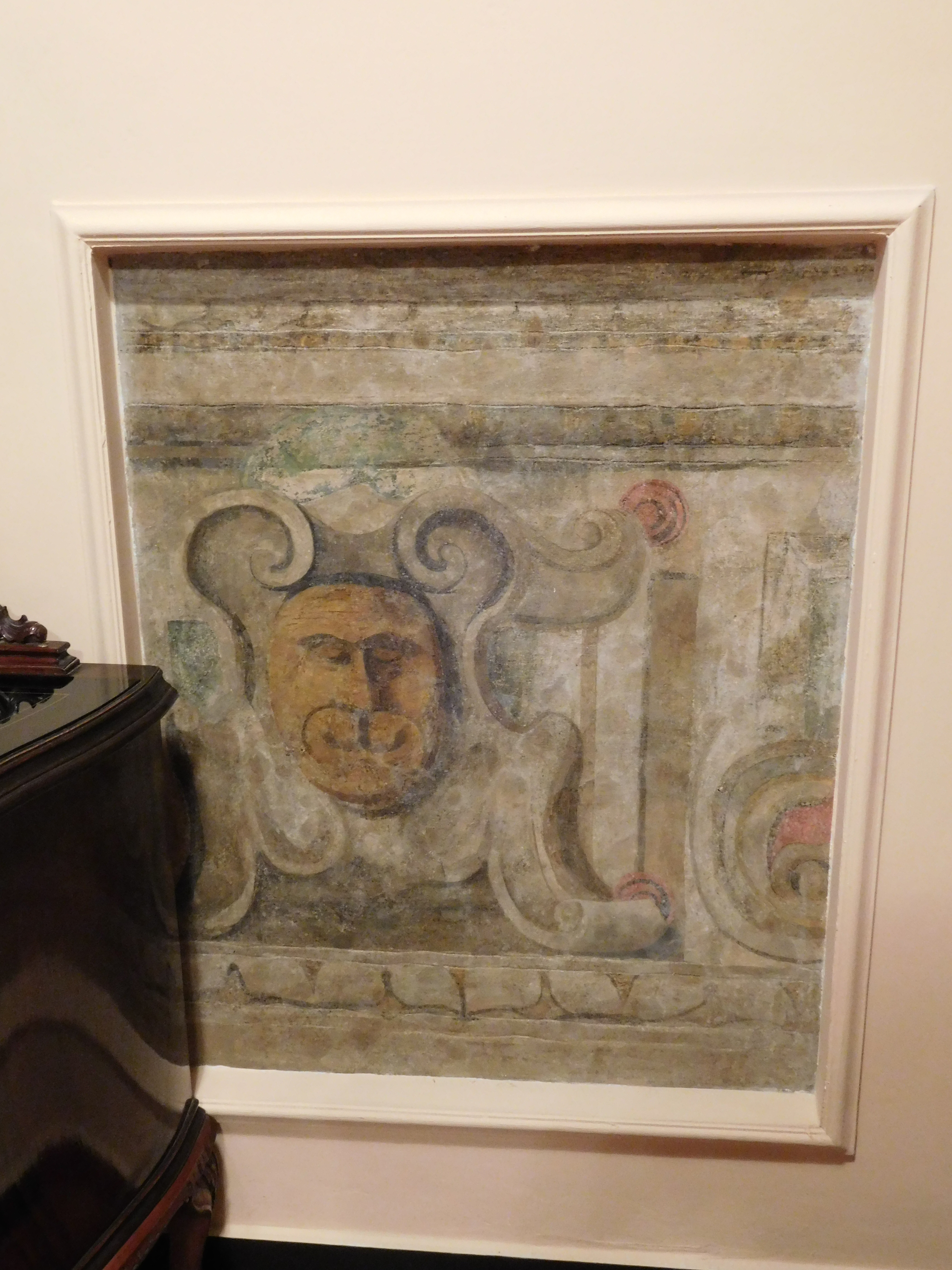
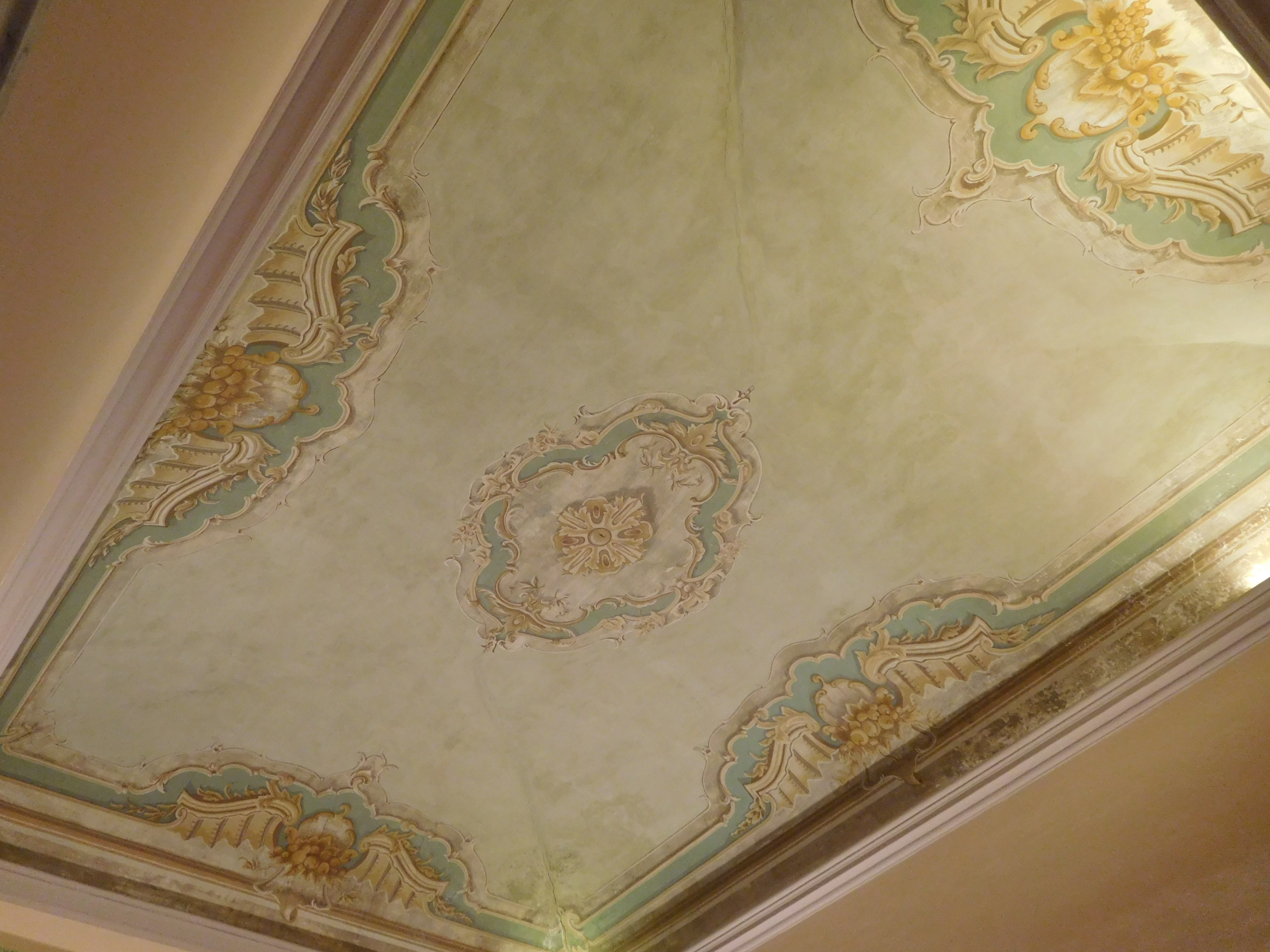